# Military patrol az 1928. évi téli olimpiai játékokon
Az 1928. évi téli olimpiai játékokon a military patrol versenyszámát február 12-én rendezték. A sportág bemutatóként szerepelt a programban. Az aranyérmet a norvég csapat nyerte. Magyar csapat nem vett részt a versenyen.

## Éremtáblázat
(A rendező nemzet csapata eltérő háttérszínnel, az egyes számoszlopok legmagasabb értéke, vagy értékei vastagítással kiemelve.)
| Az 1928. évi téli olimpiai játékok éremtáblázata military patrolban | Az 1928. évi téli olimpiai játékok éremtáblázata military patrolban | Az 1928. évi téli olimpiai játékok éremtáblázata military patrolban | Az 1928. évi téli olimpiai játékok éremtáblázata military patrolban | Az 1928. évi téli olimpiai játékok éremtáblázata military patrolban | Olimpia  |
|                                                                     | Nemzet                                                              | Arany                                                               | Ezüst                                                               | Bronz                                                               | Összesen |
| 1.                                                                  | Norvégia (NOR)                                                      | 1                                                                   | 0                                                                   | 0                                                                   | 1        |
|                                                                     |                                                                     |                                                                     |                                                                     |                                                                     |          |
| 2.                                                                  | Finnország (FIN)                                                    | 0                                                                   | 1                                                                   | 0                                                                   | 1        |
|                                                                     |                                                                     |                                                                     |                                                                     |                                                                     |          |
| 3.                                                                  | Svájc (SUI)                                                         | 0                                                                   | 0                                                                   | 1                                                                   | 1        |
|                                                                     |                                                                     |                                                                     |                                                                     |                                                                     |          |
| Összesen                                                            | Összesen                                                            | 1                                                                   | 1                                                                   | 1                                                                   | 3        |

## Végeredmény

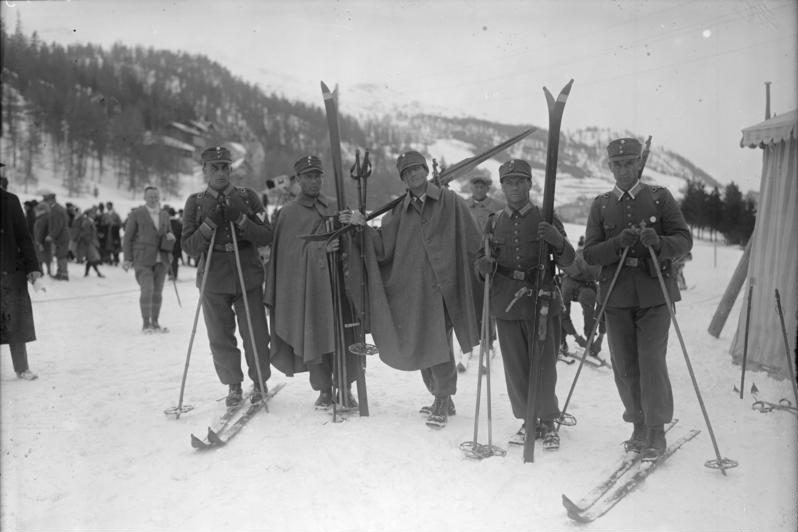
A német csapat

| Helyezés | Csapat                                                                                                  | Idő     |
| -------- | --- | ------- |
| Arany    | Norvégia (NOR) · Ole Reistad · Leif Skagnæs · Ole Stenen · Reidar Ødegaard                              | 3:50:47 |
| Ezüst    | Finnország (FIN) · Eino Hjalmar Kuvaja · Kalle Tuppurainen · Esko Järvinen · Veikko Hannes Ruotsalainen | 3:54:37 |
| Bronz    | Svájc (SUI) · Fritz Kuhn · Hugo Lehner · Otto Furrer · Anton Julen                                      | 3:55:04 |
| 4.       | Olaszország (ITA) · Enrico Silvestri · Daniele Pellissier · Erminio Confortola · Piero Maquignaz        | 4:07:30 |
| 5.       | Németország (GER) · Franz Raithel · Stefan Kistler · Josef Rehm · Ludwig Mayer                          | 4:15:02 |
| 6.       | Csehszlovákia (TCH) · Otakar Německý · Josef Klouček · Jan Bedřich · Robert Möhwald                     | 4:15:07 |
| 7.       | Lengyelország (POL) · Zbigniew Wóycicki · Władysław Żytkowicz · Bronisław Czech · Tadeusz Zaydel        | 4:39:45 |
| 8.       | Románia (ROU) · Toma Calista · Constantin Pascu · Ioan Rucǎreanu · Ion Zǎgǎnescu                        | 5:00:16 |
| 9.       | Franciaország (FRA) · Marcel Pourchier · R. Mandrillon · R. Gindre · M. Perrier                         | 5:20:26 |